# Edificio Beatriz
El Edificio Beatriz es un edificio de la ciudad española de Madrid. Su propietario es la promotora y gestora de inmuebles Vyosa, que destina el inmueble al alquiler.

## Historia y características
El Edificio Beatriz (Madrid, 1964/75) fue construido por Eleuterio Población Knappe como sede central del Banco Popular Español. El solar, ubicado en pleno distrito de Salamanca, en el barrio de Castellana, en la intersección de la calle de Velázquez y la calle de Ortega y Gasset, estaba ocupado por el convento de monjas Jerónimas que había sido fundado por la preceptora de los hijos de los Reyes Católicos, Beatriz Galindo, la Latina, a quien el edificio rinde homenaje. El proyecto incluía 7 plantas tipo, una planta baja, cinco sótanos, ático y sobreático. Tipológicamente, Población sigue la línea marcada por Gordon Bunshaft/SOM en la Banca Lambert de Bruselas (1958/65), otro edificio de «piel dura» realizado con exquisitos prefabricados de hormigón; y desde un punto de vista institucional, responde al gusto del promotor por una arquitectura sobria pero de calidad, destinada a durar muchos años.
A mediados de la década de 2010 el edificio fue sometido a una profunda rehabilitación que finalizó en 2019. Ese año se inuguraba un nuevo auditorio, con 200 butacas, alquilable para eventos. En mayo de 2020 se convertía en uno de los primeros edificios de oficinas en adaptar su interior a la COVID-19, usando corredores virtuales pintados sobre el suelo mediante flechas de colores y delimitando los espacios entre trabajadores.
El Edificio Beatriz tiene como inquilinos principalmente a empresas del sector financiero, inmobiliario y jurídico, y a fecha de 2022 contaba con la sede central en España de Citibank, el despacho de abogados norteamericano Baker McKenzie, el Banco Europeo de Inversiones, los bancos de inversión Alantra Partners y Pictet, el grupo asesor Arcano o la consultora inmobiliaria Cushman & Wakefield, así como la ferroviaria vasca CAF, entre otros. En los locales comerciales, por su parte, su inquilino más famoso es el Grupo Vips. Entre sus antiguos inquilinos destacó el Banco Popular, que llegó a ocupar el 70 % del inmueble.